# Jessica Gomes
Jessica Gomes (25 de septiembre de 1985) es una modelo australiana que apareció en el Swimsuit Issue de la publicación estadounidense Sports Illustrated desde 2008. Trabaja fundamentalmente en Australia y Asia. Tiene muchos seguidores en Corea y entre la comunidad East Coast rap.
Gomes es portavoz de la corporación australiana David Jones Limited. También ha sido portavoz de las empresas coreanas LG Electronics e Hyundai. Gomes es la imgaen de la fragancia de Estee Lauder y Sean John "Unforgivable". Ha sido revelada como la voz de la marca de Rick Ross, Maybach Music Group. Una temprana campaña publicitaria de LG se considera su actuación revelación.

## Carrera como modelo
Es hija de un padre portugués, Joe Gomes y una madre china singapurense, Jenny. Aunque fuentes como el listado de Fashion Model Directory contiene Perth, Western Australia, como lugar de nacimiento, otras fuentes declaran que Gomes nació en Sídney o en la cercana Wahroonga en New South Wales. Gomes dice que nació en Sídney. Fue criada en Perth. El escritor Peter Cullum de Ocean Drive presentan una de las biografías más detalladas de Gomes en la que declara que ella vivió primeramente en Sídney y luego su familia "optó por salir de Sídney por el asilamiento semi-rural del Oeste de Australia" donde ella tuvo una "infancia semi-rural marimacho". Es la más joven de su familia, que incluye dos hermanas mayores y un hermano. La madre de Gomes la envió a clases de modelaje de la Academia Linda-Ann a las afueras de Perth en Midland a la edad de 13 años. Allí su interpretación condujo a un concurso de modelos y al comienzo de su carrera. En 2004, firmó con IMG Models después de mudarse a Nueva York. Ha evitado París y Milán y ha realizado un trabajo extensivo en la mayoría de mercados de Asia, incluyendo Tokio, Seúl, Hong Kong, Pekín y Shanghái, donde ella siente que las modelos con herencias mezcladas son más exitosas. De acuerdo con Diane Smith, la editora senior del Sports Illustrated Swimsuit Issue, es una belleza "no tradicional" y en su tierra natal australiana es considerada por sus raíces multirraciales.

### Campañas
Gomes ha disfruto de mucho éxito a través de campañas publicitarias en Corea del Sur. En 2007 apareció en anuncios para Hyundai Sonata. Al año siguiente, apareció en un anuncio para LG Cyon Bikini Phone, en el que promocionó un móvil de pantalla dividida llevando un bikini de dos piezas, bajo el eslogan "Touch the Wonder." Esta campaña publicitaria lanzó a Gomes a la fama en Corea del Sur. Su popularidad creció, y para 2013 entre sus portavocías y las apariciones en la televisión coreana, alcanzó el estatus de celebridad.
Más allá de su éxito coreano, Gomes ha aparecido en Vogue, Teen Vogue, Glamour, American Glamour y en el catálogo de Victoria's Secret, ha modelado para DKNY Jeans, Garnier, Levi's, Motorola, Urban Outfitters y Victoria's Secret, y apareció en la portada de Biba. Ha firmado con Estee Lauder como la cara de la fragancia de Sean John,  Unforgivable. Ha realizado en anuncio para Rocawear de Jay-Z. En 2009, estuvo en un anuncio publicitario de Cass Bear con Lee Min-ho. Fue la chica Maxim Cover para noviembre de 2011. El viernes 22 de marzo de 2012, Gomes fue anunciada como la embajadora de la moda para el gigante de la venta al por menor australiano David Jones Limited, reemplazando a Miranda Kerr y uniéndose a Megan Gale, Jason Dundas, Montana Cox, Gai Waterhouse y Emma Freedman. Ese mes de julio, debutó para Jones en la pasarela. Después de que Gomes se convirtiera en la cara de Enprani Cosmetics, lanzó un brillo labial llamado Gomes Pink.

### Símbolo sexual
Gomes fue la número 34, 8 y 94 en la encuesta internacional de AskMen del 2012, 2013 y 2014 de las "mujeres más deseadas del mundo". Es la número 25 de la lista de las Top 25 Mujeres más calientes de la revista Maxim de 2012. En 2013, fue calificada como la número 6.
Para el año 2014 había aparecido en siete Sports Illustrated Swimsuit Issues (2008–2014). En 2008, fue parte del grupo récord de siete "rookie" de modelos de la publicación de bañadores, junto con Quiana Grant, Melissa Haro, Yasmin Brunet, Melissa Baker, Jeisa Chiminazzo y Jarah Mariano. Ese año, fue presentada como parte de un trabajo de body painting de la artista Joanne Gair. En el momento de su quinto Swimsuit Issue consecutivo, ha sobrepasado a todas las modelos de herencia asiática.

### Televisión
Antes de que Gomes empezó a modelar en Midland, apareció como extra a los 10 años en la miniserie australiana Bush Patrol la cual le dirigió al modelaje.  Mientras vivía en Nueva York, estudió en la Stella Adler Studio of Acting. Su ascendencia china-portuguesa ha contribuido a su popularidad en el mercado asiático, y en 2009, su reality show My Name Is Jessica Gomes se lanzó en inglés en la televisión coreana On Style propiedad de On-Media. En la segunda temporada de la serie describía su tiempo en Nueva York.  Es considerada como una coreógrafa e hizo su debut en la versión coreana de Dancing with the Stars el 10 de junio de 2011. Ocupó el tercer puesto esa temporana.

### Otros
Gomes tiene una gran variedad de conexiones con el Hip Hop de la costa este. En enero de 2012, Gomes fue revelada como la voz detrás diciendo el nombre de la marca de Rick Ross, Maybach Music Group al principio de ciertas pistas que la compañía produce. Fue mencionada en la canción de Kanye West GOOD Fridays, "Christian Dior Denim Flow". Gomes participó como una conductora famosa en un evento de reto de carreras hecho por Mazda asociado con el Australian Grand Prix 2013.

## Personal
Gomes nació en Perth, Australia, y tiene un hermano mayor. Ella cuenta con la australiana Elle Macpherson y la modelo multirracial China Machado, la primera modelo no-caucásica en aparecer en la portada de una revista de moda estadounidense, como sus modelos a seguir. Cenó con su amigo y nativo de Perth Heath Ledger  en Nueva York el día antes de que él falleciese.
En 2005, Gomes se mudó a Nueva York y fue compañera de piso de Gemma Ward. Continuó viviendo en Nueva York en la época del debut de su Swimsuit Issue en 2008 y hasta finales de 2011. Anteriormente atendió al  La Salle College. En 2012, estaba viviendo en Los Ángeles con el promotor inmobiliario de Melbourne Sebastian Drapac. La madre de Gomes nació en Hong Kong y creció en Singapur y su padre es de Portugal antes de pasar tiempo en París. Ambos emigraron a Australia en los años 70.